# Yanjiagou Shuiku
Yanjiagou Shuiku (kinesiska: 阎家沟水库) är en reservoar i Kina. Den ligger i provinsen Sichuan, i den sydvästra delen av landet, omkring 220 kilometer nordost om provinshuvudstaden Chengdu. Yanjiagou Shuiku ligger 538 meter över havet. Arean är 0,29 kvadratkilometer. I omgivningarna runt Yanjiagou Shuiku växer i huvudsak blandskog. Den sträcker sig 0,8 kilometer i nord-sydlig riktning, och 0,9 kilometer i öst-västlig riktning.
Genomsnittlig årsnederbörd är 1 410 millimeter. Den regnigaste månaden är juli, med i genomsnitt 291 mm nederbörd, och den torraste är december, med 4 mm nederbörd.